# Mason Tappan

Mason Tappan

Mason Weare Tappan (* 20. Oktober 1817 in Newport, New Hampshire; † 25. Oktober 1886 in Bradford, New Hampshire) war ein US-amerikanischer Politiker. Zwischen 1855 und 1861 vertrat er den Bundesstaat New Hampshire im US-Repräsentantenhaus.

## Werdegang
Noch in seiner Kindheit kam Mason Tappan mit seinen Eltern nach Bradford, wo er private Schulen besuchte. Später absolvierte er noch die Hopkinton Academy und die Meriden Academy. Nach einem Jurastudium und seiner im Jahr 1841 erfolgten Zulassung als Rechtsanwalt begann er in Bradford in seinem neuen Beruf zu praktizieren. Politisch wurde Tappan Mitglied der kurzlebigen American Party. Zwischen 1853 und 1855 war er Abgeordneter im Repräsentantenhaus von New Hampshire.
1854 wurde Tappan im zweiten Wahlbezirk von New Hampshire in das US-Repräsentantenhaus in Washington, D.C. gewählt, wo er am 4. März 1855 die Nachfolge des Demokraten George W. Morrison antrat. Im Verlauf seiner ersten Legislaturperiode im Kongress wechselte Tappan zur 1854 gegründeten Republikanischen Partei. Als deren Kandidat wurde er 1856 im Amt bestätigt. Nach einer weiteren Wiederwahl als Republikaner im Jahr 1858 konnte er bis zum 3. März 1861 drei zusammenhängende Legislaturperioden im Kongress absolvieren, die von den Ereignissen im Vorfeld des Bürgerkrieges überschattet waren. Ab 1859 war Tappan Vorsitzender des Ausschusses, der sich mit Ansprüchen an den Bund befasste.
Im Jahr 1860 verzichtete Tappan auf eine weitere Kandidatur. Danach war er 1861 erneut Abgeordneter im Repräsentantenhaus seines Heimatstaates. Zu Beginn des nun folgenden Bürgerkrieges wurde er Oberst einer Freiwilligen-Infanterieeinheit aus New Hampshire, die auf der Seite der Union kämpfte. Nach seiner Militärzeit arbeitete Tappan wieder als Anwalt. Im Jahr 1876 wurde er Attorney General von New Hampshire. Dieses Amt bekleidete er bis zu seinem Tod im Jahr 1886. Er ist auf dem Pleasant Hill Cemetery in Bradford, New Hampshire, begraben.